# Druhý triumvirát
Jako druhý triumvirát se označuje spojenectví Gaia Julia Caesara Octavia (později Octavianus Augustus – tj. božský), Marka Antonia a Marka Aemilia Lepida, trvající od r. 43 př. n. l. do r. 33 př. n. l. V platnost vstoupil zákonem zvaným Lex Titia.
Na rozdíl od prvního triumvirátu byl druhý triumvirát oficiálně vyhlášen a přivlastnil si mnoho funkcí zvláště na úkor senátu, čímž definitivně odsoudil republikánské zřízení k zániku. Během trvání triumvirátu bylo zavražděno množství jeho odpůrců, mj. bratři Marcus Tullius a Quintus Tullius Ciceronovi. Po odstranění Lepida z veřejných funkcí Octavianem v r.
36 př. n. l. se naplno rozhořel boj o moc mezi Octaviem a Antoniem, který vyvrcholil námořní bitvou u Actia r. 31 př. n. l. , ve které byl Antonius, na jehož straně stála egyptská královna Kleopatra VII., poražen. Záminkou pro tento boj bylo to, že Antonius uděloval území, které patřilo Římu, Egyptu, neboť Kleopatra VII. byla jeho milenkou. V roce 29 př. n. l. se pak Octavius přejmenoval na Augustus a stal se cenzorem, čímž získal všechny funkce. V roce 27 př. n. l. tyto funkce symbolicky vrátil senátu, jenže v senátu bylo na jeho pokyn jen 600 senátorů - jeho příznivců, kteří mu všechny funkce vrátili na doživotí. Poté nastolil principát jako první římský císař. 